# Pierre-Étienne Léonard
Pierre-Étienne Léonard, né le 20 avril 1978, est un journaliste sportif français. Il travaille au sein du service des sports de France Télévisions de 2012 à 2020.

## Biographie
Il commence sa carrière en étant pigiste pour le service des sports de France Télévisions avant de l'intégrer en tant que titulaire le 1er janvier 2012.
Lors du Roland-Garros 2013, il crée le buzz lorsque Le Petit Journal diffuse des extraits de ses commentaires sur le site internet de Francetv Sport. Il commente avec un ton décalé, n'hésitant pas à crier, chanter ou encore parler de ses proches au micro. Il est alors surnommé le « commentateur fou de Roland Garros » par la presse mais reçoit un avertissement de sa direction. Depuis 2014, il s'occupe des résumés de la journée diffusés le soir. En 2017, il commente des matchs du tournoi sur France 2 lorsqu'un des deux titulaires (Lionel Chamoulaud et Matthieu Lartot) est absent.
Il prépare également des reportages pour les émissions Tout le sport et Stade 2.
En 2016, lors des Jeux olympiques de Rio, il commente les épreuves de rugby à sept avec Fabien Galthié et les épreuves de VTT avec Laurence Leboucher sur France Télévisions. En 2018, il commente les épreuves de VTT des championnats sportifs européens avec Jean-Christophe Péraud et est présent dans le vélodrome de cyclisme sur piste pour interviewer les coureurs français après leurs courses.
En juillet 2020, la direction de France Télévisions lui signifie son licenciement après une enquête interne menée par le cabinet Interstys pour des faits de harcèlement à l'encontre de la journaliste Clémentine Sarlat entre 2017 et 2018. Il annonce alors par l'intermédiaire de son avocate qu'il va contester son éviction devant les prud'hommes. Il obtient la condamnation de son ancien employeur devant le conseil des prud'hommes de Paris pour licenciement abusif. France Télévisions est condamné à lui verser 45 000 euros d'indemnités et 100 000 euros de dommages-intérêts.
Il est supporter du Paris Saint-Germain et va régulièrement au Parc des Princes.